# Commandos Nord Viet-Nam
Les commandos Nord Viet-Nam constituent une unité spéciale du corps expéditionnaire français en Extrême-Orient qui a été créée en Indochine par le général de Lattre de Tassigny. Les commandos opéreront de septembre 1951 à juillet 1954 du nord Viêt Nam (ex-Tonkin) au Laos. 
Le rôle de ces unités, qui ont compté plus de cinq mille hommes, est le renseignement et la tactique de contre-guérilla en riposte à la guerre non conventionnelle menée par le Viet-Minh.

## Historique

### Création
Le 2 juillet 1951, le général de Lattre, commandant le CEFEO pour la campagne 1950-1951, crée cette unité à partir de huit commandos et en confie l'organisation au chef de bataillon Louis Fourcade issu du 1er bataillon de chasseurs à pied qui est un ancien membre du commando Conus.
Ces commandos sont composés de troupes autochtones et encadrées par un officier ou un sous-officier européen.
Quatre de ces éléments précurseurs, dont l'efficacité est particulièrement remarquée, serviront de modèle aux futures unités. Il s'agit des commandos du capitaine Jean-Louis Delayen (no 13), des lieutenants Charles Rusconi (no 23) et Michel Romary (no 25) et de l'adjudant-chef Roger Vandenberghe (no 24).
Le 10 juillet, le général de Lattre porte le nombre de commandos à trente et, le 19 novembre 1951, à quarante-cinq, soit un effectif total de plus de 5 400 hommes.

### Organisation
Le format retenu pour ces commandos est de 120 hommes de troupes recrutés localement principalement au sein des compagnies légères de supplétifs militaires (CLSM) existant en Indochine. Ils sont encadrés par un officier issu des unités parachutistes déployées en Indochine.
Les hommes sont entrainés dans l’École de commando de Vat-Chay, près de Hong Haï en bordure de la baie d'Along. L’école est commandée par le capitaine Michel Legrand.

### Bilan
Les statistiques publiées par l'Armée française à l'occasion de la décision du Ministre de la défense et des forces armées du 19 octobre 1955 de décerner une citation à l'ordre de l'Armée à cette unité, font état de 3 664 tués, 481 blessés et de 4 649 prisonniers infligés aux forces du VietMinh.

## Liste des commandos
| - Commando no 1 - Commando no 2 - Commando no 3 - Commando no 4 - Commando no 5 - Commando no 6 - Commando no 7 - Commando no 8 - Commando no 9 - Commando no 10 (du 2e BEP ou commando de Préville) - Commando no 11 - Commando no 12 - Commando no 13 (du RICMa : Cap Delayen puis du Lt Bui Pho Chi dit Roger) - Commando no 14 - Commando no 15io | - Commando no 16 - Commando no 17 (du lieutenant Henry) - Commando no 18 - Commando no 19 - Commando no 20 (à base de supplétifs Muong) - Commando no 21 - Commando no 22 - Commando no 23 (Lt. Charles Rusconi) - Commando no 24 (Ad-Ch. Roger Vandenberghe) - Commando no 25 (Lt. Michel ROMARY) - Commando no 26 - Commando no 27 - Commando no 28 - Commando no 29 - Commando no 30 (ou commando Robert) | - Commando no 31 - Commando no 32 - Commando no 33 - Commando no 34 - Commando no 35 - Commando no 36 - Commando no 37 - Commando no 38 - Commando no 39 - Commando no 40 - Commando no 41 - Commando no 42 (sergent Adolphe EBERHARDT) - Commando no 43 - Commando no 44 - Commando no 45 |  |

## Liste des commandants
- chef   de   bataillon  Louis Fourcade
- commandant Magdelein
- chef de bataillon Ducasse (fait prisonnier à Nam Mau en novembre 1953),
- capitaine Ignace Mantei
- chef de bataillon Souquet

### articles connexes
- Groupement de commandos mixtes aéroportés
- Corps léger d'intervention